# Louis Walsh

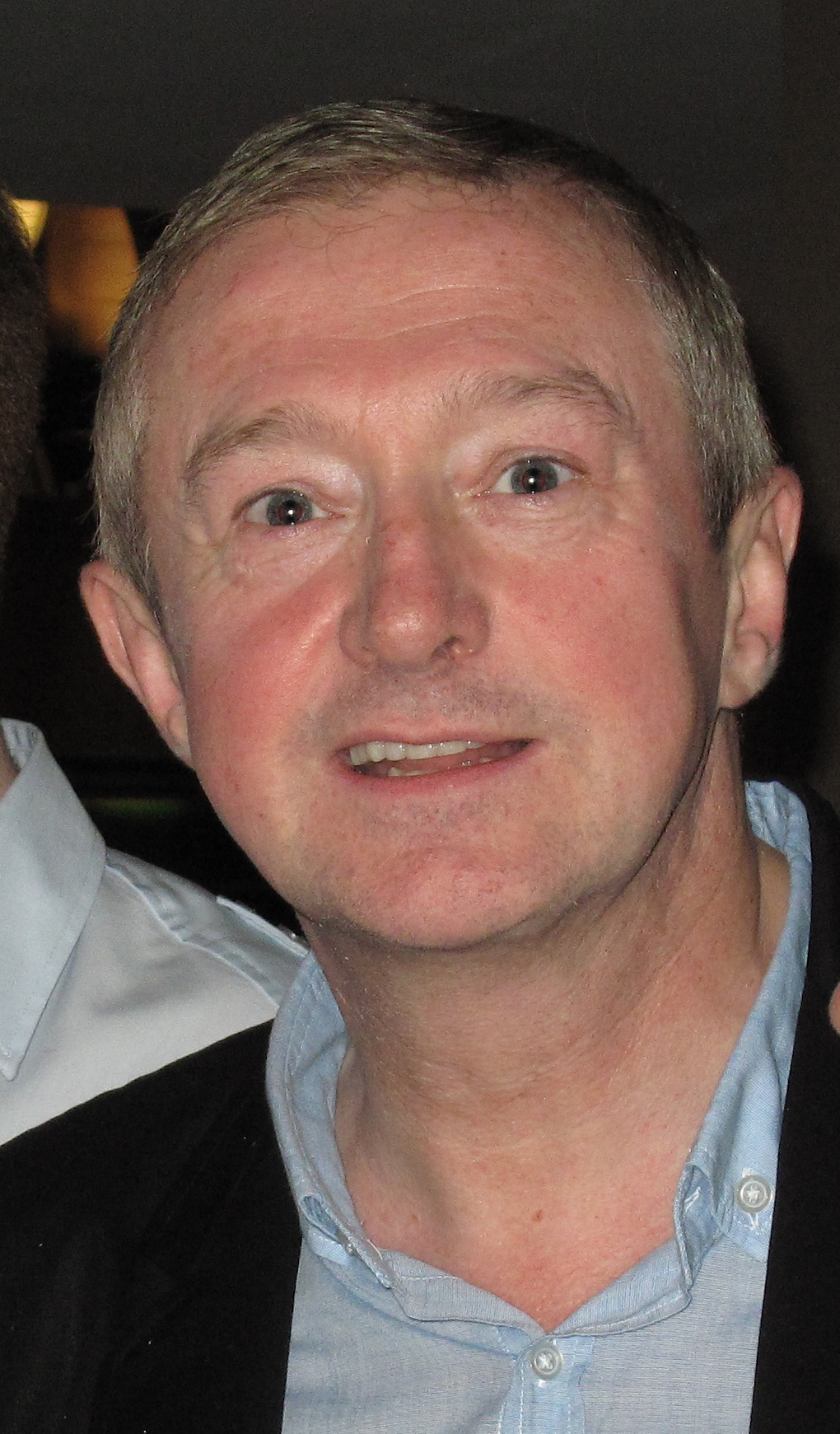
Louis Walsh 2009.

Michael Louis Vincent Walsh, född 5 augusti 1952 i Kiltimagh, Mayo, är en irländsk manager och jurymedlem i The X Factor.
Walsh har varit manager för popgrupperna Boyzone, Westlife och Girls Aloud. Den första artisten som fick ett internationellt genombrott med Walsh som manager var Johnny Logan som vann Eurovision Song Contest 1980.
Jedward deltog år 2009 i The X Factor där även Walsh medverkade. Han var sedan deras manager fram till år 2013. Med Walsh som manager lyckades Jedward representera Irland i ESC två år i rad, nämligen 2011 och 2012.